# Thomas Seerig

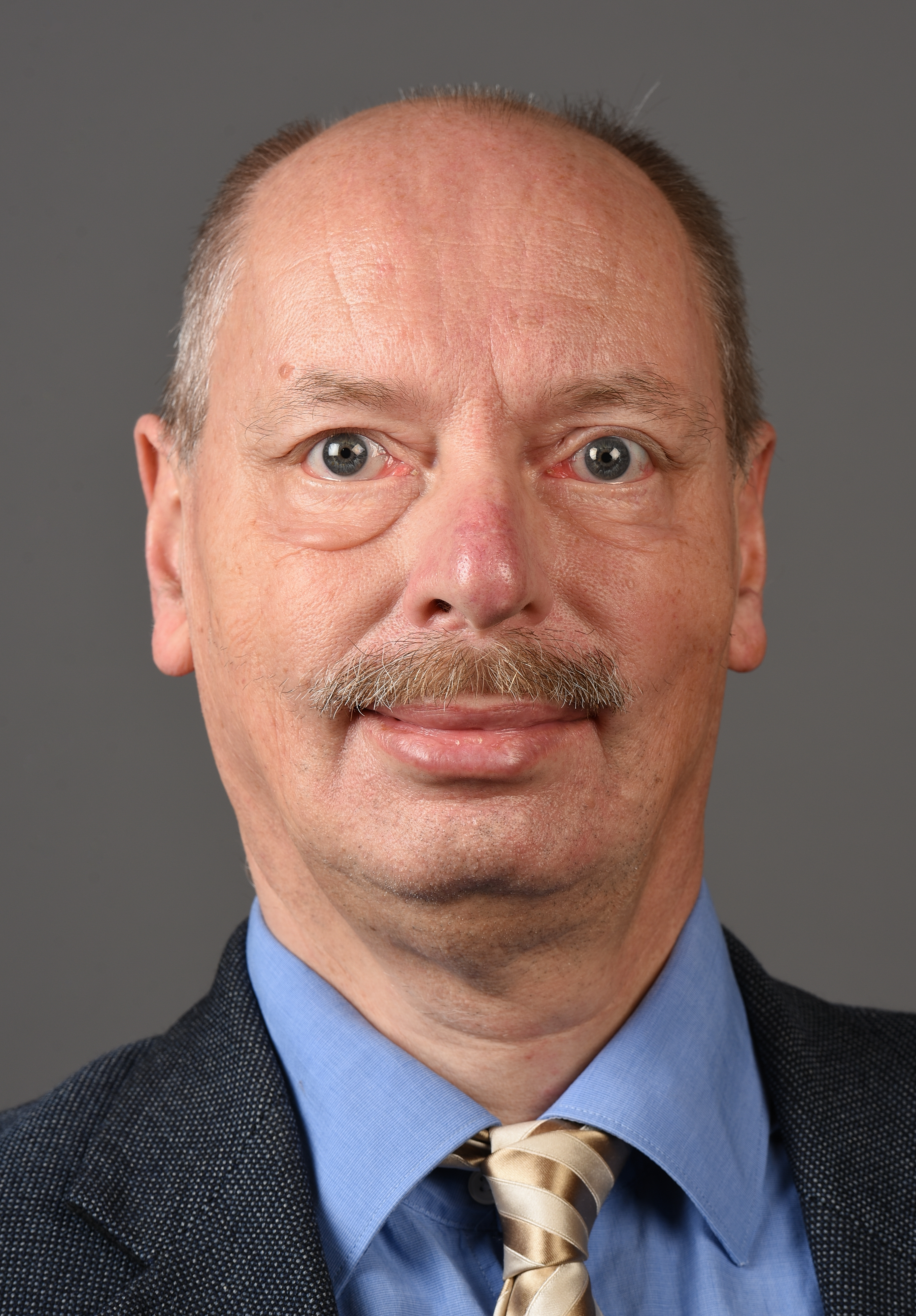
Thomas Seerig, 2017

Thomas Seerig (* 18. April 1960 in Berlin) ist ein deutscher Politiker (FDP). Er war von 1990 bis 1995 und von 2016 bis 2021 Mitglied im Abgeordnetenhaus von Berlin.
Thomas Seerig absolvierte ein wirtschaftswissenschaftliches Studium mit Abschluss als Diplom-Kaufmann. Er war von 2001 bis 2024 im Management eines Trägers der Jugendarbeit tätig.
Seerig ist seit 1978 Mitglied der FDP und Vorsitzender des FDP-Ortsverbands Steglitz sowie von 2008 bis 2018 Mitglied des Berliner Landesvorstands der FDP. Er gehörte von 1990 bis 1995 dem Berliner Abgeordnetenhaus an und erhielt bei der Wahl 2016 über die Bezirksliste Steglitz-Zehlendorf erneut ein Mandat. In der FDP-Fraktion war er Sprecher für Sozial- und Behindertenpolitik sowie Pflege. Er war Mitglied der Ausschüsse für Integration, Arbeit und Soziales sowie Gesundheit, Gleichstellung und Pflege. Zudem war er Mitglied des Präsidiums des Abgeordnetenhauses.
Im November 2017 wurde bekannt, dass Seerig und sein Fraktionsvorsitzender Sebastian Czaja seit Beginn der Legislatur eine Kostenpauschale aus Steuermitteln von je monatlich 850 Euro für ein Büro bezogen hatten, das noch gar nicht bestand. Seerig zahlte den Betrag nach Bekanntwerden zurück. Mit der Wahl 2021 schied er aus dem Abgeordnetenhaus aus.
Seerig leitete den Landesfachausschuss für Soziales der Berliner FDP von 1993 bis 2024 und gehört dem Bundesfachausschuss Soziales der FDP seit 2001 an. Seit 2004 ist er zudem Mitglieder der Kommission „Freiheit und Ethik“ der FDP Bundespartei und dort seit 2007 Stellvertretender Vorsitzender.
Seit 2021 ist Seerig Mitglied im Vorstand der Landesvereinigung Selbsthilfe Berlin und vertritt diese unter anderem im Landesteilhabebeirat  – seit November 2023 als dessen Stellvertretender Vorsitzender – und in den Arbeitsgruppen für Menschen mit Behinderung bei der Senatsverwaltung für ASGIVA und für Umwelt, Mobilität, Verbraucher.
Seit November 2024 ist er Mitglied im Landesbeirat für Menschen mit Behinderungen und dort Teil des Vorstandes.
Seerig gehört seit Februar 2023 dem Stiftungsrat der Stiftung „Barrierefrei Kommunizieren“ an.
Thomas Seerig ist verheiratet und Vater eines Sohnes.